# Фудбалска репрезентација Монтсерата
Фудбалска репрезентација Монтсерата представља мало Карипско острво Монтсерат у Конкакаф фудбалском региону. Формирана је 1973. али је Фудбалски савез Монтсерата примљен у Конкакаф (Северно-средњоамеричка и карипска фудбалска конфедерација) тек 1994, а у ФИФА-у 1996.
Прави почетак покварила је вулканска ерупција на острву 1995, тако да је репрезентација Монтсерата своје утакмице морала играти далеко од куће.
Два пута је учествовала у квалификацијама за учешће на Светском првенству, али је оба пута елиминисана у првом кругу квалификација.
Прва међународна утакмица одиграна је 10. маја 1991. против Свете Луције на острву Света Луција коју је репрезентација Монтсерата изгубила 3:0.
Једине две утакмице које добила до данас (октобар, 2007) су биле утакмице против репрезентације Ангвиле у Карипском купу 1995. 3:2 и 1:0. Једину утакмицу која се завршила нерешено (1:1) одиграна је исто са репрезентацијом Ангиље 1991.
На дан одигравања финалне утакмице Светског фудбалског првенства 2002 30. јуна 2002 одиграна је утакмица за најлошије рангирану репрезентацију на ФИФА ранглисти, названа "The Other Final". За ту „титулу“ играле су у Бутану репрезентације Бутана и Монтсерата. Победио је Бутан 4:0.
Последњу утакмицу репрезентација Монтсерата је одиграла 4. новембра 2004. годне против репрезентације Свете Луције и изгубила са 3:0. Од тада до данас репрезентација Монтсерата се није појављивала на међународној сцени. Интересантно је да је и своју прву утамицу репрезентација Монтсерата играла са истим противником коју је такође изгубила са истим резултатом.
Репрезентација Монтсерата се последњој ранглисти ФИФА од септембра 2007 налази се на последњем месту са још четири репрезентације и скором од 0 поена. Исто тако на листи КОНКАКАФ-а заузима последње место са репрезентацијом Арубе, такође са 0 поена.
Биланс резултата репрезентације Монтсерата на светској сцени:
| Играли | Добили | Нереш. | Изгубили | Дао гол. | Примио гол. |
| 22     | 2      | 1      | 19       | 15       | 115         |